# Audrey Lacroix
Audrey Lacroix, född 17 november 1983, är en kanadensisk simmare. 
Lacroix tävlade i fyra grenar för Kanada vid olympiska sommarspelen 2008 i Peking. Hon tog sig till semifinal på 200 meter fjärilsim och blev utslagen i försöksheatet på 100 meter fjärilsim. Lacroix var även en del av Kanadas lag som slutade på 7:e plats på 4x100 meter medley och på 8:e plats på 4x100 meter frisim. 
Vid olympiska sommarspelen 2012 i London tog sig Lacroix till semifinal på 200 meter fjärilsim. Vid olympiska sommarspelen 2016 i Rio de Janeiro tog hon sig återigen till semifinal på 200 meter fjärilsim.

## Personliga rekord
| Långbana (50 meter) - 100 meter fjärilsim – 58,65 (Montreal, 29 juni 2014) - 200 meter fjärilsim – 2.05,95 (Rom, 30 juli 2009) 0NR0 | Kortbana (25 meter) - 200 meter frisim – 1.58,27 (Stockholm, 13 november 2007) - 50 meter fjärilsim – 26,24 (Leeds, 7 augusti 2009) - 100 meter fjärilsim – 56,74 (Leeds, 8 augusti 2009) - 200 meter fjärilsim – 2.03,20 (Leeds, 6 augusti 2009) 0NR0 |